# 海軍航空技術廠

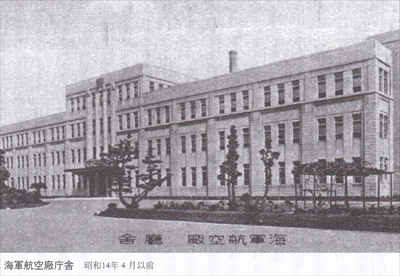
海軍航空廠庁舎（1939年4月以前）

海軍航空技術廠（かいぐんこうくうぎじゅつしょう、旧字体：海󠄀軍航空󠄁技術廠、はじめ“航空廠”のちに空技廠と呼称される）は、航空機研究をしていた海軍技術研究所航空研究部、横須賀海軍工廠航空機実験部・同航空発動機実験部を統合して作られた、日本海軍航空機に関する設計・実験、航空機及びその材料の研究・調査・審査を担当する機関であり、横須賀鎮守府の管轄下。

## 概要
1932年（昭和7年）3月23日海軍航空廠令（勅令第28号）が発布され、4月1日、海軍の追浜飛行場に隣接して海軍航空廠を設置。
航空兵器の設計および実験、航空兵器およびその材料の研究、調査ならびにこれに関する諸種の技術的試験などを掌るほか、航空兵器の造修および購買に当り、総務部、科学部、飛行機部、発動機部、兵器部、飛行実験部、会計部および医務部があり、各部のおもな所掌事項は航空機およびこれに関連する器材の性能の研究、調査などで、職員は廠長、部長、検査官、部員などで、廠長は横須賀鎮守府司令長官に隷し、廠務を総理し、技術的なことは海軍航空本部長、または海軍艦政本部長の区処を受ける。
1939年（昭和15年）4月1日、海軍航空技術廠に改組・改称。これは同年4月15日に戦地に設置された、航空兵器の補給・修理をする機関「特別航空廠」との混同を避けるためであった。1941年（昭和16年）、隣接地に支廠を増設。1945年（昭和20年）2月に本廠は、第一技術廠に改編。一方の支廠は電波本部と統合、技術研究所の一部を加え、電波、音波、音響関係専門の実験機関である第二技術廠に改編。
軍直属の研究開発機関として、実用機よりも研究機や試験機などの製作に重点を置くべきだったにもかかわらず、実際には実用機の設計・生産も多数手がけた。空技廠が手がけた機体は、技術的に斬新なものが多かったが、それゆえにトラブルも多く運用の現場に負担を強いたことも事実である。また、生産効率をほとんど度外視した設計も多かった。例を挙げれば当時液冷エンジンの扱いのノウハウがほとんどなかった日本海軍において、液冷エンジン搭載の彗星は整備の面で大きな問題を抱えていた（後期には空冷に換装した三三型に移行している）。また銀河についても実験機としての設計を色濃く残していたため生産効率が悪く、生産を請け負っていた中島飛行機が手直しを独自に行っていた。
戦争末期には、16部の作業部を持ち、職員約1700人、工員約32,000人を擁した。
当時、勤務していた技術者には、戦後に公職追放等により国鉄や民間企業に転じた人物が含まれる。著名な例では、国鉄に入り東海道新幹線0系電車の設計を担当した三木忠直がいる。
第二次世界大戦の終結後は米軍により占領されたが、1946年（昭和21年）から1973年（昭和48年）にかけて段階的に日本側に返還された。返還後は日産自動車や住友重機械工業の工場などが立地することとなった。

## 歴代廠長
海軍航空廠長
- 枝原百合一 少将：1932年4月1日 - 1933年9月1日（1932年12月1日：中将）[8]
- 前原謙治 少将：1933年9月1日 - 1936年12月1日（1934年11月15日：中将）[9]
- 原五郎 少将：1936年12月1日 - 1938年11月15日（1937年12月1日：中将）[10]
- 花島孝一 中将：1938年11月15日 - 1939年3月31日[11]

海軍航空技術廠長
- 花島孝一 中将：1939年4月1日 - 1939年11月15日[11]
- 杉山俊亮 中将：1939年11月15日 - 1940年5月21日[12]
- 和田操 少将：1940年5月21日 - 1945年5月15日（1941年10月15日：中将）[13]

兼航空技術廠支廠長：1942年10月1日 - 1943年2月25日

## 組織
- 総務部
- 医務部
- 会計部
- 科学部
- 飛行機部
- 発動機部
- 飛行実験部 - 1944年7月に廃止され、横須賀航空隊に審査部を設置[2]。
- 兵器部 - 後に横浜市金沢の支廠に移転[2]。その後、分解されて、火工部、光学部、計器部、射撃部、爆撃部、電撃部が設置される[2]。
- 材料部 - 1938年に設置[2]。
- 電気部 - 1941年に設置[2]。後に横浜市金沢の支廠に移転[2]。
- 発着機部 - 1939年に設置[2]。
- 爆弾部 - 1941年に設置[2]。横浜市金沢の支廠に設置[2]。
- 推進機部
- 航空医学部
- 火工部
- 光学部
- 計器部
- 射撃部
- 爆撃部
- 電撃部